# Мелецкая управа
Мелецкая управа — инородная управа, выделенная из Кызыльской Степной думы в самостоятельную административную единицу в составе двух административных родов: Мелецкий I половины, Мелецкий II половины (1835). 
Население её именовалось «мелецкими татарами». К концу XIX века мелецкие татары перешли на оседлый образ жизни, говорили только по-русски, жили в основном русским крестьянским бытом и перемешались с русским местным населением. 
Впоследствии территория Мелецкой управы вошла в состав русских волостей Ачинского уезда Енисейской губернии.